# Warłów
Warłów (dodatkowa nazwa w j. niem. Warlow) – wieś w Polsce położona w województwie opolskim, w powiecie oleskim, w gminie Dobrodzień.
W latach 1975–1998 miejscowość administracyjnie należała do województwa częstochowskiego.

## Nazwa
W alfabetycznym spisie miejscowości z terenu Śląska wydanym w 1830 roku we Wrocławiu przez Johanna Knie miasto występuje pod polską nazwą Warłow oraz nazwą zgermanizowaną Warlow. Spis wymienia także przysiółki oraz folwarki wsi Dziunkau, Dziuba, Gorcze, Kozinoga, Eugen, Malichnow, Pustkowie oraz Schmielkau
W 1936 roku hitlerowska administracja III Rzeszy, chcąc zatrzeć polskie pochodzenie nazwy wsi, przemianowały ją ze zgermanizowanej na nową, całkowicie niemiecką nazwę Weisenau/Oberschlesien.

## Historia
Na początku XX w. do 1927 na wizerunku pieczęci gminnej przedstawiono drzewo liściaste, a na kolejnej pieczęci chłopa przy pracy.

## Części wsi
| SIMC    | Nazwa    | Rodzaj         |
| ------- | -------- | -------------- |
| 0131430 | Ługi     | część wsi      |
| 0131446 | Malichów | przysiółek wsi |